# روبن كوهن (عالم اجتماع)
روبن كوهن (بالإنجليزية: Robin Cohen)‏ هو عالم اجتماع جنوب أفريقي، ولد في 1944.